# Wombat à nez poilu du Sud
Lasiorhinus latifrons
Espèce
Statut de conservation UICN

 NT  : Quasi menacé
Répartition géographique
Le Wombat à nez poilu du Sud (Lasiorhinus latifrons) est l'une des trois espèces de wombats. On le trouve dans les zones de maquis épars et de mallees semi-arides de la partie orientale de la plaine de Nullarbor jusqu'à la frontière de la Nouvelle-Galles du Sud. C'est la plus petite des trois espèces de wombat. Les jeunes ne survivent pas souvent aux saisons sèches. C'est l'animal emblème de l'Australie-Méridionale.

## Description
Le Wombat à nez poilu du Sud est un animal trapu et robuste adapté pour creuser. C'est un plantigrade porteur d'une longue griffe sur chacun de ses 5 doigts qu'il utilise pour creuser. Il mesure de 77,2 à 93,4 cm avec un poids allant de 19 à 32 kg. Les deuxième et troisième orteils sont soudés sur presque toute la longueur, en dehors de l'articulation terminale, formant un doigt à deux griffes qu'il utilise pour se toiletter,. La tête est robuste, aplatie avec de longues oreilles pointues. Ses incisives ressemblent à celles des rongeurs et ses molaires sont séparées entre elles par un intervalle libre. Ses dents poussent toute la vie, peut-être une adaptation à son alimentation dure. Par rapport au wombat commun, le wombat à nez poilu du Sud a un muscle temporal plus développé et un muscle masséter plus réduit. Il se distingue du wombat à nez poilu du nord par son os nasal qui est plus long que l'os frontal. La queue est courte et cachée habituellement dans la fourrure. Sa fourrure soyeuse va du gris au beige. Des poils doux, habituellement blancs, couvrent son rhinarium, d'où le nom de l'animal.